# 동양의 전제주의
동양 전제주의: 총체적인 권력에 대한 비교 연구(Oriental Despotism: A Comparative Study of Total Power)는 칼 아우구스트 비트포겔( Karl August Wittfogel, 1896~1988)이 1957년 예일 대학교 출판부 에서 출판한 정치 이론과 비교사를 다룬 책이다. 이 책은 관개와 홍수 통제를 위해 수로의 통제가 필요했던 "동양" 사회의 전제 정부에 대한 설명을 제공하고 있다. 이러한 방대한 계획 자체를 관리하기 위해서는 경제, 사회, 종교 생활을 지배하는 광범위한 관료체계가 필요했다. 이러한 전제주의는 경쟁 집단들 사이에 권력이 분배되었던 서구의 역사적인 경험과는 달랐다. 이 책에서는 이러한 형태의 " 수자원을 위한 전제주의 "가 고대 이집트 와 메소포타미아, 헬레니즘 그리스 와 로마 제국, 아바스 왕조, 중국 제국, 무굴 제국, 페루 잉카의 특징이라고 주장한다. 비트포겔은 나아가 소련 과 중국 과 같은 20세기 마르크스-레닌 주의 정권이 그 자체로는 수력사회는 아니었지만 역사적 상황에서 벗어나지 않았으며 '총체적인 권력'과 '총체적인 테러' 체제로 남아 있었다고 설명한다. "
그 책은 공산주의 전체주의의 확장을 서방에 경고하는 역사적으로 근거 있는 독재 분석으로 환영받는 한편, 냉전 논쟁으로 비판받기도 했다. Oriental Despotism에 담긴 유물론적 및 생태학적 이론은 생태 인류학자와 세계 경제 역사학자들에게 영향을 미쳤으나, 그들 중 일부는 그 방법론과 경험적 근거에 결함이 있다고 보거나 비트포겔의 정치적 동기를 의심하기도 했다.

## 배경
비트포겔은 독일의 중국학 센터에서 교육을 받았고 1920년에 독일 공산당에 가입했으며, 몽테스키외와  헤겔 로 거슬러 올라가는 아시아적 생산양식(AMP)에 대한 논쟁에 불만을 품고 있었다. 1920년대와 1930년대 초에 그는 아시아도 따라야 한다고 주장한 스탈린의 명령을 따르는 정통 마르크스-레닌주의자들과 논쟁을 벌였다. 나치 수용자 감옥에서 풀려난 이후, 그는 1933년에 아내와 함께 미국으로 건너와 연구를 위해 여러 차례 중국을 방문했다. 중국에 대한 관심과 마르크스주의 분석에 몰두한 결과, 그는 마르크스주의 전통적 이론에서 나타내는 전제주의와  다른 동양 전제주의 이론에 도달했다. 마르크스는 유럽 밖의 역사적 발전이 유럽에서 본 패턴을 따르지 않는다고 주장했다. 유럽은 고대 노예 사회에서 봉건제, 부르주아 자본주의를 거쳐 사회주의, 궁극적으로 공산주의로 발전했다고 그는 썼다. 마르크스의 고전적 공식에 따르면, 현대 유럽은 한편으로는 신흥 부르주아와 산업 자본가 계급과, 다른 한편으로는 봉건 경제의 구체제 간의 갈등에 의해 형성되었다.
비트포겔은 지배자가 사회를 통제하지만 마르크스의 노예 사회처럼 노예도 없고 봉건 사회처럼 농노도 없기 때문에 아시아가 그 이후로 변화하기 않기 시작했다고 주장했다. 계급도, 계급 갈등도, 따라서 변화도 없었다. 이 명제는 통치자가 어떻게 절대 권력을 얻었는지, 왜 사회의 어떤 세력도 그들을 반대하지 않았는지 설명하지 않았다. 비트포겔은 이러한 사회에서만 발견되는 설명이 있는지 물었다. 소련과 서방 국가의 마르크스주의자들은 이러한 질문들을 자체로 중요하게 탐구했으나, 특히 서방의 자유주의자들과 보수주의자들이 스탈린의 러시아가 마르크스의 의미에서 진정한 공산주의 체제인지 아니면 그 자체로 동양 전제주의의 한 예인지를 결정하고자 했기 때문에 특별히 열을 올렸다.
동양 전제주의의 예시에 대해서 한 역사가는 비트포겔의 경우 "아시아 분석은 실제로 '서구' 내의 정치적 관계에 대한 논의로 의도된 것으로 보인다"라고 말했다. 
1920년대 말과 1930년대 초 모스크바의 정통 이론가들은 비트포겔의 견해가 스탈린의 견해와 다르다는 이유로 일축했고, 중국의 마르크스주의자들도 중국의 발전에 도움이 되지 못할 것이라는 이유로 이를 거부했다. 그러나 모스크바 여행에서 비트포겔은 지하(비주류) 공산주의자이자 그의 지적 제자가 된 젊은 중국 학자 지차오딩(Ji Chaoding)을 만났다.  1936년에 중국 역사에서 관개의 역할(The Role of Irrigation in Chinese History) 로 출판된 지차오딩의 박사 논문은 왕조의 성공이 관개 통제에 달려 있으며, 이는 농업 생산을 증가시키고 특히 수로 운송이 정부에 군사적 및 재정적 통제를 제공한다고 주장했다. 비트포겔은 또한 1930년대 중국에서 만난 오언 래티모어 와 생산적인 지성적 관계를 맺었다. 생태 구조와 물질적 조건에 대한 비트포겔의 관심을 공유한 래티모어는 내륙 아시아의 역사가 상대적으로 물이 풍부한 변두리에서 번성한 정착 농업 사회와 건조한 중앙 아시아에서 살아남은 유목 사회 사이의 상호 작용에 의해 지배되었다고 주장했다.

## 출판
1930년대부터 비트포겔은 동양의 전제주의의 배경과 준비를 형성하는 연구 프로젝트를 추구하고 그 논점의 일부를 제시하는 기사를 발표했다. 그는 1954년에 원고를 완성했지만, 몇 년 동안 출판사들은 이를 거절했다. 주제가 매력적이지 않다고 여겨졌거나, 그 논점이 소련과 중국 공산 정부에 대해 강력히 비판적이었음에도 불구하고 마르크스주의적 논점을 가진 책에 대한 정치적 분위기가 적대적이라고 여겨졌을지도 모른다. 비트포겔은 예일대학교 언론사에 출판 보조금을 제공해야 했을 수도 있다.

## 책의 구조와 주장
이 책은 10개의 챕터로 구성된다:
- 1장 . "수력사회의 자연 환경"에서는 고대 이집트 와 메소포타미아, 헬레니즘 그리스 와 로마 제국, 중국 제국, 아바스 왕조, 무굴 제국, 페루 잉카, 20세기 마르크스-레닌주의 정권을 포함한 수자원제국의 지리적 환경을 설명한다. 그는 "동양방식"보다는 "유압"이라는 용어를 선호하지만 이 용어를 같은 의미로 사용한다.
- 제 2 장. "수력경제학, - 경영적이고 진정한 정치적 경제"
- 3 장. "사회보다 강한 국가"
- 4장. "전제적 권력, 총체적이며 자비롭지 않음": 효과적인 헌법적, 사회적 견제와 "빈곤 민주주의"의 부재.
- 5장. "완전한 테러, 완전한 복종, 완전한 외로움"에서는 "수력 정부"가 본질적으로 전제적이라고 주장한다. 이는 사회적, 법적, 문화적 제약이 없었기 때문에 '총체적인 권력'의 한 형태였다. 비트포겔은 또한 다른 중국 및 외국 학자들이 본 것처럼 중국 제국의 경우 "반란의 권리"가 있었다는 사실을 부인했지만 "행정 수익 감소의 법칙"으로 인해 통치자가 신민의 모든 측면을 통제할 수 없었다고 주장한다. ’라는 삶을 살았기 때문에 ‘진정한 자유의 요소가 남아’ 있었다. [5] 그러나 이 자유는 단지 "빈곤 민주주의"에 불과했다. [6] "수력사회의 합리성 계수"는 일을 완수하는 사회의 능력을 의미하며, 정부가 효과적으로 참여할 수 있는 세 가지 차원으로써 작동한다.
- 6장. "수력 사회의 핵심, 한계, 하위 한계"
- 7장. 수리사회의 독점적 복잡성 패턴
- 8장. 수력 사회의 수업
- 9장. 아시아 생산양식 이론의 성쇠와 쇠퇴
- 10장. 전환기의 동양사회

## 수용과정
미국 언론의 동양 전제주의 에 대한 초기 반응은 넓고 따뜻했다. 평론가들은 비트포겔이 1930년대부터 이러한 질문을 어떤 형태로든 연구해 왔지만 이 책이 전후 세계를 이해하는 데 중요하다고 지적했다. The Geographical Review 의 평론가는 "아시아와 관련된 모든 지리학자, 그리고 지역적 관심사가 무엇이든 모든 정치 지리학자가 이 책을 읽어야 한다"고 조언했다. 그는 "역사가, 정치학자, 학장, 대학 총장들이 이를 '세계의 대부분'이 북미와 서유럽에 대한 전통적인 초점만큼 중요하다는 증거로 여기기를 바랄 수 있었다." 그는 "이 책은 세계에서 가장 인구가 많은 지역에 민주적 촉매작용에 의해 마법처럼 변화될 수 없는 독재 관행이 엄청나게 많다는 점을 인상적으로 분명히 하고 있다"고 덧붙였다. 그러나 비트포겔이 농업경영 전제주의의 "필연성이 아니라 기회"라고 말한 것처럼 "환경 결정론"은 "명시적으로 거부"되었다. 
그러나 지역 전문 학자들은 자신들의 특정 지역에 대한 개념에 의문을 제기했다. 예를 들어 Jerome A. Offner는 아즈텍 정치 조직과 사회를 이해하기 위해 동양 전제주의 개념을 사용한 학자들의 의견에 동의하는 이들은 적었다. Offner는 이 개념이 "명백히 거짓"이라고 썼다. 적어도 Texcoco 주에서는 관개가 중요한 역할을 하지 않았고, 토지에 광범위한 사유 재산이 있었으며, 시장이 광범위했기 때문에 정부가 경제를 지배하지 못했다.  Ervand Abrahamian은 이론이 카자르 이란에 적용 가능한지 평가했다. 
영국의 인류학자 에드먼드 리치(Edmund Leach)는 과거 수력 문명의 대부분이 관개를 위해 "광대한 수로와 저수지를 건설하기 위해 독재 군주가 필요하지 않은 반건조 지역에 있었다"고 반대했다. 강의 홍수 물을 본류 양쪽의 평지로 전환시킬 것이다." Leach는 또한 비트포겔이 마르크스가 "아시아 사회"의 이상형으로 본 국가인 인도를 다루지 않았으며 모두 "수력 사회"인 남아시아 및 동남아시아의 다른 국가를 무시했다고 반대했다. 
사회학자 슈무엘 노아 아이젠슈타트는 이슬람 사회와 관련하여 동양의 전제주의에 의문을 제기했다. 그는 초기 동양 전제주의 이론가들과 비트포겔을 "나중에 '오리엔탈리스트' 접근법이라고 불리는 것의 선구자 또는 표현"으로 보았고, 에드워드 사이드는 이슬람 사회에 이러한 유형의 분석을 부과했다고 비난했다. 
특히 중국 학자들의 반응은 회의적이었다. 프린스턴 대학의 중국학자인 프레더릭 모트(Frederick Mote)는 비트포겔이 "효과적인 주장을 제시하고 중국 전제주의에 대한 그의 총체적인 견해가 설득력이 있지만 역사의 어느 한 시기에 적용하면 그의 주장을 받아들이는 데 어려움이 나타난다"고 썼다. Wittfogel은 "역사가로서 중국 정부와 사회에 대해 글을 쓰지 않는다. 독자는 각 시대에 고유한 특성을 부여한 수세기에 걸쳐 꾸준하게 누적된 발전에 대해 어떤 인식도 느끼지 못할 것이다."  예를 들어, 송나라 황제들은 막강한 권력을 가졌으나 그것을 전제적으로 사용하지 않았다. 명나라의 시조 주원장은 우연과 시기를 이용하여 절대적인 통치자가 되었다. Mote는 특히 Wittfogel이 인식하지 못했다고 믿었던 권력의 한계와 공포의 한계를 설명하는 데 관심을 가졌다. 따라서 "전체 권력"은 의미 없는 표현은 아니지만 복잡한 역사적 상황의 맥락에서 이해되어야 한다고 Mote는 썼다. 중국 명나라에도 존재했지만, 그렇다고 해서 전체주의 권력이 '편재하고 전능하다'는 뜻은 아니었다. 이 힘이 어떤 하나의 목적에 집중된다면 아마도 그 목적을 달성할 수 있을 것이다. 그러나 문화적 환경의 특성상 많은 것을 달성할 수는 없다. 
토론토 대학교의 그레고리 블루(Gregory Blue)는 "Wittfogel의 모델은 분석적 정리와 분명한 학습에도 불구하고 제국 시대(기원전 221년~서기 1911년) 동안 중국 사회 생활에 대한 정부의 개입이 뚜렷하게 제한되었던 이유를 이해하기 어렵게 만들었다."라고 말했다.  비트포겔이 중국을 수력적 전제정치로 해석한 것은 또한 John Fairbank의 "'파시스트-보수주의와 공산주의-진보주의 전체주의 형태' 사이의 대동맹 구별을 약화시키는 것을 목표로 삼았다"고 Blue는 추측했다.  명나라의 또 다른 역사가, Timothy Brook 은 역사가들이 왕조가 "전제적"이었다는 비트포겔의 비난, 즉 그가 정당하다고 생각하지 않은 비난에 대응하는 임무를 맡았다고 썼다.
어디에나 있는 '아시아주의'는 보편적인 '봉건주의'에 대한 개선을 의미하지 않는다. 사실 그것은 용어로서 훨씬 덜 엄격한 경우가 많다. 중국 명나라와 거석 시대의 아일랜드, 파라오 시대의 이집트와 하와이 사이에는 어떤 심각한 역사적 통일성이 존재할 것인가? 사회 구성체가 상상할 수 없을 정도로 서로 멀리 떨어져 있다는 것은 아주 분명하다고 볼 수 있다. 
앤더슨은 계속해서 이렇게 말했다. “역사적 의미가 전혀 없는 이 저속한 차리바리는 혼란스러운 로마 제국, 짜르 러시아, 호피 애리조나, 송 중국, 차간 동부 아프리카, 맘루크 이집트, 잉카 페루, 오스만 터키, 수메르 메소포타미아를 뒤섞는다. 비잔티움이나 바빌로니아, 페르시아, 하와이에 대해 이야기하는 것이 좋을 것이다.” 
비트포겔의 전기 작가 Gary Ulmen은 "수력 전제주의"에 초점을 맞추는 것은 비트포겔의 일반 논제를 오해하는 것이라는 비판에 답했다. 실제로 Ulmen은 계속해서 비트포겔은 자신의 제안을 구성하기 위해 여러 가지 대안적인 방법을 고려했으며 "수력학적" 전제주의보다 이론에 대한 더 많은 시연이 있었다. 
비트포겔은 1960년에 중화인민공화국이 "수압 사회"가 아니라 "더 강력한 형태의 동양 전제주의"를 대표한다고 썼다. 

## 영향
동양 전제주의는 방법론과 연구 결과에 영향을 미쳤다. Joseph Needham은 관료제에 대한 Weber의 이해와 마르크스주의 정치 분석을 결합한 Wittfogel의 초기 작업을 높이 평가했다. Needham은 자신의 연구 인 중국의 과학과 문명을 개발하면서 미국에 오기 전 Wittfogel의 마르크스주의는 "주로 다른 사람들이 간과했던 중국 역사의 사회적, 경제적 요인을 강조한 것"이라고 언급했다.  제2차 세계 대전 후 John K. Fairbank는 Wittfogel을 하버드 대학교에 초대하여 지역 연구 대학원 세미나에서 일련의 강연을 진행했다. Wittfogel은 Fairbank의 The United States and China (1948) 조사에 영향을 미쳤다. Wittfogel은 1949년에 Columbia University를 떠나 현대 중국에 관한 워싱턴 대학교 연구 그룹에 합류했다. 예를 들어 역사가 Hsiao Kung-ch'uan 은 Wittfogel의 개념을 사용했다. 그의 대규모 연구인 Rural China 에서 "거지의 민주주의"에 대해 언급  . Frederic Wakeman은 Wittfogel을 그룹의 결정적인 영향력으로 보았지만 역사가 Alice Miller는 이에 동의하지 않았다.
물 조절론은 생태인류학 및 생태정치학 분야, 즉 지리적 요인과 환경적 요인을 결합한 이론적 접근의 발전을 촉진했다.  Wittfogel은 1953년 미국 인류학 협회 세션에 참가했고, 1955년 일리노이 대학에서 Julian Steward 가 주최한 다음 컨퍼런스에 참가했다. 인쇄된 동양 전제주의 의 등장은 로버트 맥코믹 아담스(Robert McCormick Adams), 스탠리 다이아몬드(Stanley Diamond), 모튼 프리드(Morton Fried ), 마빈 해리스(Marvin Harris), 엔젤 팔럼( Angel Palerm ), 에릭 울프(Eric Wolf) 와 같은 인류학자들에게 더욱 영향을 미쳤다.  비트포겔의 작업은 Julian Steward 의 작업과 같이 문화 유물론의 발전을 장려했다. 이 학자들은 Wittfogel의 결론을 테스트하고 이의를 제기했다. 예를 들어, 로버트 맥코믹 아담스(Robert McCormick Adams)는 메소포타미아의 고고학적 증거를 통해 관개가 정치적 통제를 강화하는 데 도움이 될 수는 있지만 그 자체로 독재적인 통치를 초래하지는 않는다는 사실을 발견했다.
정치지리학자 제임스 모리스 블라우트 는 비트포겔이 마르크스와 베버를 업데이트한 공로를 인정했지만, 그가 "유럽 기적의 신화"라고 불렀던 것, 즉 환경 요인이 만든 "다소 구시대적인 교리"에서 비트포겔의 오용으로 간주한 것을 날카롭게 비판했다. 유럽은 현대적이고 동양은 정체되고 전제적이다. Blaut는 Eric L. Jones 와 같은 "기적 이론가"의 저술과 동양 전제주의를 인용하는 그의 저서 The European Miracle: Environments, Economies and 지정학 in the History of Europe and Asia에서 비트포겔의 영향을 광범위하게 확인한다. 그러나 무비판적으로 나타나는 것은 아니라고 볼 수 있다. Blaut는 이러한 사상가들이 "가장 근본적인 오류", 즉 "한 유형의 환경이 특정 유형의 사회를 생성하고 후자는 역사를 통해 지속된다고 믿거나 가정하는 것"을 공유한다고 비난한다. 1930년대의 시대적 배경을 인식했을 때 비트포겔의 저작이 일본 학자들에 의해 번역되어 활용되었으나 1930년대 전후에는 그다지 주목  받지 못했다.

## 정치적 의미
냉전 사회 과학 학자인 David Price는 비트포겔의 저작이 "그의 개인적인 반공주의 성전 속에 너무 빠져 있어 그의 반전체주의적인 격렬함과 그의 이론적 기여를 분리하기 어려울 수 있다"고 선언했다. Price는 비트포겔이 자신이 냉전 조사에 협력한 몇 안 되는 아시아 학자 중 한 명이라는 사실과 이러한 협력이 그의 마르크스주의 분석을 비판으로부터 보호한다는 사실을 이용했다고 주장했다. 비트포겔의 생태적 유물론은 냉전 시대에도 비판을 면했고, 그가 반공주의자로 받아들여졌기 때문에 공산주의에 대한 공포가 고조되었다 .  정치 생태학 학자인 폴 로빈스(Paul Robbins)는 공산주의 동조자라는 비난을 받은 비트포겔이 큰 소리로 항의하고 Owen Lattimore와 다른 동료들이 공산주의자라고 비난했다고 지적한다. 그는 이러한 정치적 투쟁 속에서 동양 전제주의를 썼다.  그레고리 블루(Gregory Blue)는 책의 마지막 단어인 "창만 사용하는 것이 아니라 도끼를 사용하여"라고 불렀다  - "그리스인이 페르시아 제국주의와 어떻게 싸워야 하는지에 대한 스파르타의 견해"는 "'죽은 것보다 더 나은 빨간색'이라는 고상한 버전을 나타낸다. '' 
"하버드 대학교의 비교 동서 경제 및 사회 발전 역사가인 데이비드 랜데스(David Landes)는 다음과 같이 반격했다. "수리학 논제는 정치적 올바름에 열성적인 서구 중국학자 세대에 의해 강하게 비판받았으며, 중국의 민주주의에 대한 헌신을 빠르게 옹호했다. 비트포겔은 선호되는 표적이다." 랜더스는 "물의 연결에 대한 거의 모든 비판자들이 초대와 접근권을 제공하는 민감한 정권의 환심을 사려 한다"며 이러한 비판을 설명했다.

### 동양 전제주의에 관한 비트포겔의 저작
- Wirtschaft und Gesellschaft Chinas, Versuch der wissenschaftlichen Analyze einer großen asiatischen Agrargesellschaft, (Hirschfeld: Leipzig, Schriften des Instituts für Sozialforschung der Universität 프랑크푸르트 암 마인, No. 3; 1931)
- —— (1936). “Key Economic Areas in Chinese History (Review)”. 《Pacific Affairs》 9 (3): 449–450. doi:10.2307/2750659. JSTOR 2750659.
- —— (1938). “New Light on Chinese Society: An Investigation of China's Socio-Economic Structure”. NY: International secretariat Institute of Pacific relations.
- with Jiasheng Feng (1949). 《History of Chinese Society: Liao, 907-1125》. Philadelphia: American Philosophical Society, with the cooperation of the American Institute of Pacific Relations.
- —— (1955). “Oriental Society in Transition with Special Reference to Pre-Communist and Communist China”. 《The Far Eastern Quarterly》 14 (4): 469–478. doi:10.2307/2941830. JSTOR 2941830. S2CID 165540094.
- —— (1956–1957). “Chinese Society: A Historical Survey”. 《Journal of Asian Studies》 16 (3): 343–364. doi:10.2307/2941230. JSTOR 2941230. S2CID 161204356.
- —— (1958). “(Review) Joseph Needham, Science and Civilization in China”. 《American Anthropologist》 60 (2): 398–400. doi:10.1525/aa.1958.60.2.02a00320. JSTOR 665188.—— (1957). 《Oriental Despotism; a Comparative Study of Total Power》. New Haven: Yale University Press  – Internet Archive 경유.
- —— (1960). “A Stronger Oriental Despotism”. 《The China Quarterly》 (1): 29–34. JSTOR 763342.
- —— (1969). “Results and Problems of the Study of Oriental Despotism”. 《Journal of Asian Studies》 38 (2): 357–365. doi:10.2307/2943008. JSTOR 2943008. S2CID 147186184.

### 주요 평가
- Eberhard, Wolfram (1958). “Review of Oriental Despotism: A Comparative Study of Total Power by Karl A. Wittfogel”. 《American Sociological Review》 23 (4): 446–448. doi:10.2307/2088810. JSTOR 2088810.
- Eisenstadt, Shmmuel Noah (1958). “(Review Article) the Study of Oriental Depotisms as Systems of Total Power”. 《Journal of Asian Studies》 17 (3): 435–446. doi:10.2307/2941426. JSTOR 2941426.
- Jones, Stephen B. (1958). “Oriental Despotism (Review)”. 《Geographical Review》 48 (2): 306–308. doi:10.2307/212153. JSTOR 212153.
- Mote, Frederick W. (1961). “The Growth of Chinese Despotism: A Critique of Wittfogel's Theory of Oriental Despotism as Applied to China”. 《Oriens Extremus》 8 (1): 1–41. JSTOR 43382295.
- Needham, Joseph (1959). “(Review) Oriental Despotism”. 《Science and Society》 23 (1): 58–65. JSTOR 40400613.
- Palerm, Angel (1958). “Review”. 《American Antiquity》 23 (4): 440–441. doi:10.2307/276500. JSTOR 276500.
- [Edwin G. Pulleyblank Edwin G. Pulleyblank] |url= 값 확인 필요 (도움말) |제목=이(가) 없거나 비었음 (도움말)
- Sherman, A. V. (1959). January 1. “(Review) Oriental Despotism”. 《Commentary》.
- [Arnold J. Toynbee Arnold J. Toynbee] |url= 값 확인 필요 (도움말) |제목=이(가) 없거나 비었음 (도움말)
- Venturi, Franco (1968). “Oriental Despotism”. 《Journal of the History of Ideas》 24 (1): 133–142. doi:10.2307/2707864. JSTOR 2707864.

## 보충 자료
- Anderson, Perry (1979). 《Lineages of the Absolutist State》. London; New York: Verso Editions. ISBN 978-0860917106.
- Abrahamian, Ervand (1974). “Oriental Despotism: The Case of Qajar Iran”. 《International Journal of Middle East Studies》 5 (1): 3–31. doi:10.1017/S0020743800032761.
- Blaut, James M. (1993). 《The Colonizer's Model of the World: Geographical Diffusionism and Eurocentric History》. New York: Guilford Press. ISBN 978-0898623499.
- Brook, Timothy (1989). 《The Asiatic Mode of Production in China》. Armonk, N.Y.: M.E. Sharpe. ISBN 978-0873325424.
- Chi, Chʻao-ting (1936). 《Key Economic Areas in Chinese History, as Revealed in the Development of Public Works for Water-Control》. New York: Columbia University Press.
- , Brill |제목=이(가) 없거나 비었음 (도움말)
- Hsiao, Kung-ch'üan (1967). 《Rural China: Imperial Control in the Nineteenth Century》. Seattle: University of Washington Press.
- , Duke University Press |제목=이(가) 없거나 비었음 (도움말), Ch 2, "Thr Economic and the State: The Asiatic Mode of Production."
- Masubuchi, Tatsuo (1966). “Wittfogel's Theory of Oriental Society (or Hydraulic Society) and the Development of Studies of Chinese Social and Economic History in Japan” (PDF). 《The Developing Economies》 4 (3): 316–326. doi:10.1111/j.1746-1049.1966.tb00481.x.
- Offner, Jerome A. (1981). “On the Inapplicability of" Oriental Despotism" and the" Asiatic Mode of Production" to the Aztecs of Texcoco”. 《American Antiquity》 46 (1): 43–61. doi:10.2307/279985. JSTOR 279985.
- . Sage. |제목=이(가) 없거나 비었음 (도움말)
- Robbins, Paul (2010). 《Political Ecology : A Critical Introduction》. Wiley. ISBN 9780470657324.
- Rowe, William T. (1985). 〈Chinese Social History〉.   Zunz, Olivier. 《Reliving the Past: The Worlds of Social History》. Chapel Hill: University of North Carolina Press. 236–294쪽. ISBN 978-0807816585.
- Rubiés, Joan-Pau (2005). “Oriental Despotism and European Orientalism: Botero to Montesquieu”. 《Journal of Early Modern History》 9 (1–2): 109–180. doi:10.1163/1570065054300275.
- Stanziani, Alessandro (2014). 《After Oriental Despotism: Eurasian Growth in a Global Perspective》. London: Bloomsbury. ISBN 978-1472523532.
- Tambiah, Stanley Jayaraja (2002). 〈'Hydraulic Society in Ceylon': Contesting Wittfogel's Thesis and Sri Lankan Mytho-history〉. 《Edmund Leach: An Anthropological Life》. Cambridge: Cambridge Univ Press. 210–234쪽. ISBN 9780521521024.
- Ulmen, G. L. (1978). 《The Science of Society: Toward an Understanding of the Life and Work of Karl August Wittfogel》. The Hague; New York: Mouton. ISBN 978-9027977663.